# The Race
The Race war eine Hochseeregatta, die 2000/2001 auf Mehrrumpf-Segelyachten der G-Class – d. h. unbegrenzt großen Booten („no limit“) – ohne Unterstützung von außen  einmal non-stop um die Welt führte. Ausgangshafen war Barcelona in Spanien, Zielhafen das französische Marseille.
Ein Versuch, die Regatta 2004 erneut durchzuführen, scheiterte bereits im frühen Stadium der Organisation. Derzeit (Stand 2004) ist für 2013/2014 ein weiterer Versuch geplant.

## Regatta 2000/2001
Initiiert wurde die am 31. Dezember 2000 startende Regatta von dem Rekordsegler und mehrfachen Jules-Verne-Trophy-Gewinner Bruno Peyron. Die Route führte vom westlichen Mittelmeer über den Atlantik nach Süden und in Ostrichtung um die Kaps der Guten Hoffnung, Leeuwin und Hoorn, bevor es über den Atlantik zurück ins Mittelmeer ging. Die verwendeten Yachten unterlagen keinen baulichen Beschränkungen, weshalb große Mehrrumpfboote – generell die schnellsten, aber auch teuersten Bootstypen – teilnahmen.
Nach Angaben der Veranstalter zog die Regatta in Ausgangs- und Zielhafen eine Million Besucher an.
Ergebnisse:
| Platzierung | Yacht               | Nationalität | Skipper                     | Zeit            | Bemerkungen                                         |
| ----------- | ------------------- | ------------ | --------------------------- | --------------- | --------------------------------------------------- |
| 1           | Club Med            | NLZ          | Grant Dalton                | 62d 6h 56' 33"  |                                                     |
| 2           | Innovation Explorer | FRA          | Loïck Peyron and Skip Novak | 64d 22h 32' 38" |                                                     |
| 3           | Team Adventure      | USA          | Cam Lewis                   | 82d 20h 21' 02" |                                                     |
| 4           | Warta Polpharma     | POL          | Roman Paszke                | 99d 12h 31'     |                                                     |
| 5           | Team Legato         | GBR          | Tony Bullimore              | 104d 20h 52'    |                                                     |
| 6           | PlayStation         | USA          | Steve Fossett               | DNF             | aufgrund schweren Schadens am 16. Tag ausgeschieden |
| 7           | Team Philips        | GBR          | Pete Goss                   | DNS             | nicht angetreten*                                   |

* Team Philips war nicht angetreten, nachdem das Boot im Vorfeld der Regatta – am 10. Dezember – auf dem Atlantik nach Rissbildung am Rumpf aufgegeben worden war und auch später nicht mehr gefunden werden konnte.

## Planung von Auflagen 2004 und 2013/2014
Eine Neuauflage des Rennens wurde von Peyron mit Start für den 29. Februar 2004, also gut drei Jahre nach der ersten Auflage, und Ausgangs- und Zielhafen Marseille geplant, musste aber wegen Sponsorenmangels abgesagt werden. Die englische Regattaseglerin Tracy Edwards, die an den Vorgesprächen für die Regatta teilgenommen hatte, organisierte kurz darauf für 2005 die Maxi-Regatta Oryx Quest. Das führte zu heftigen Vorwürfen von Peyron, der diese Form des Abgrabens von Sponsoren und Teilnehmern als „Piraterie“ empfand.
Im Februar 2010 ließ Peyron ankündigen, dass er eine neue Auflage der Regatta für 2013/2014 plane. Da die Regatta im Winter startet, soll insbesondere der Abfahrtshafen aus klimatischen Gründen in Südeuropa liegen, um ein größeres Publikum anziehen zu können. Einen „Prolog“ zur Regatta in nordeuropäischen Häfen hält Peyron aber für denkbar.